# ESPN National Hockey Night (SNES-spel)
ESPN National Hockey Night är ett ishockeyspel utgivet till SNES, Sega Mega Drive och MS-DOS. Spelet har NHL-tema, och man kan spela träningsmatcher, grundserie eller slutspel.

### Fotnoter
1. ↑  ”Release date”. GameFAQs. http://www.gamefaqs.com/console/snes/data/588310.html. Läst 1 maj 2014.[död länk]